# St. Martin's Golf Course
De St. Martin's Golf Course is een golfbaan in de Verenigde Staten. De baan werd opgericht in 1898 en bevindt zich in Philadelphia, Pennsylvania. Het is een 9-holes golfbaan en werd ontworpen door golfbaanarchitect William Tucker. De golfbaan wordt beheerd door de Philadelphia Cricket Club.
De club ontving twee keer het US Open, in 1907 en 1910.